# 12.º Regimiento Aéreo
El 12.º Regimiento Aéreo (12. Flieger-Regiment) fue una unidad de la Luftwaffe de la Alemania nazi.

## Historia
Fue formado el 16 de agosto de 1942, a partir del 12.º Regimiento de Instrucción Aérea. En octubre de 1942 es redesignado como 23.º Regimiento de Caza de la Luftwaffe.